# Chiesa di Santa Maria Assunta (Mezzane di Sotto)
La chiesa di Santa Maria Assunta è la parrocchiale di Mezzane di Sotto, in provincia e diocesi di Verona; fa parte del vicariato dell'Est Veronese, precisamente dell'Unità Pastorale San Martino.

## Storia

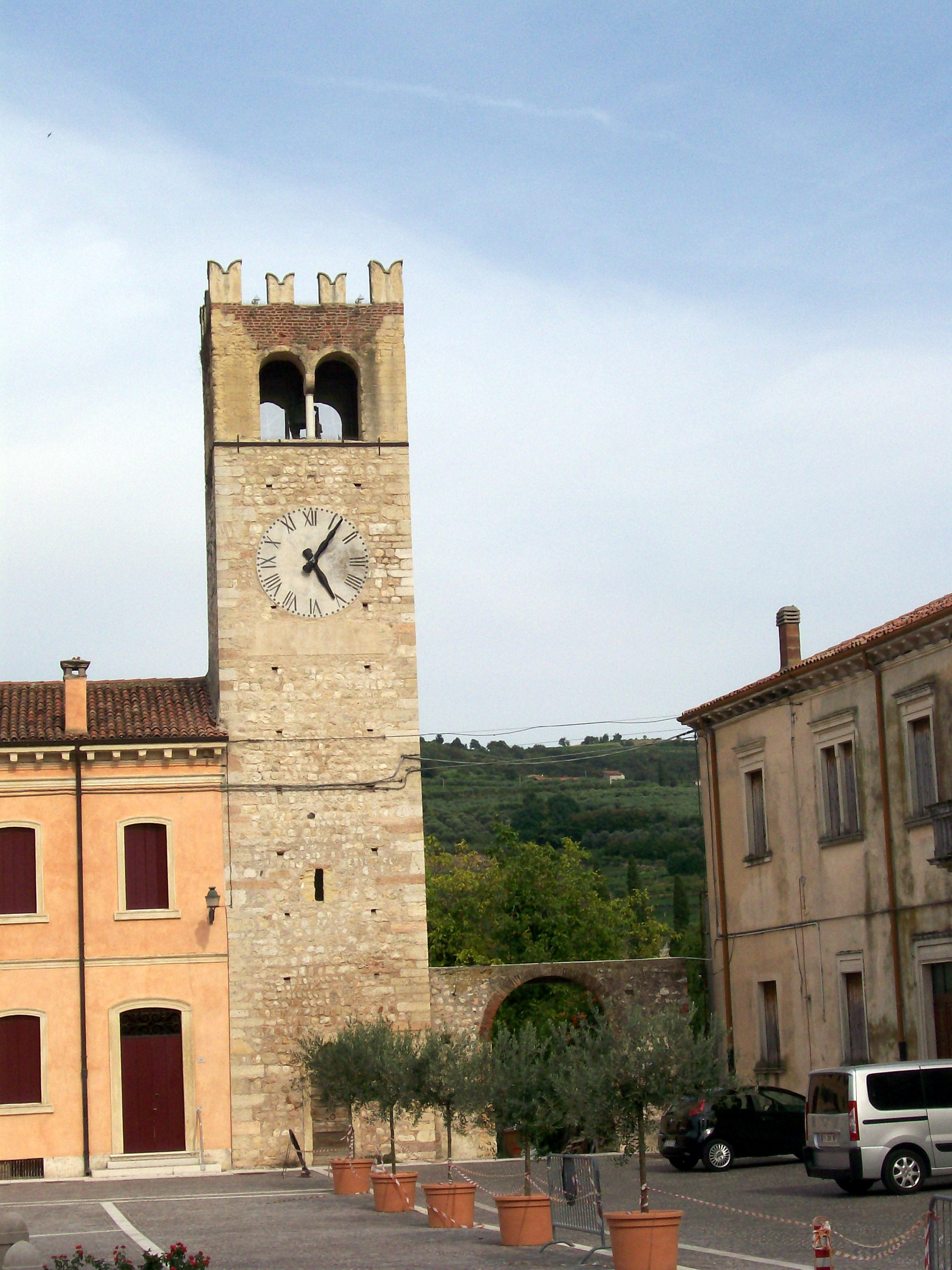
La torre, simbolo del paese, che, in realtà, è il vecchio campanile della pieve.

Nella bolla pontificia Piae Postulatio Voluntatis di Papa Eugenio III del 1145 è citata la pieve di Mezzane di Sotto:plebem de Mezano cum cappelli set decimi set castello, et familiis. Essa era sottoposta al Vescovo di Verona Tebaldo II.
Questo luogo di culto si trovava nell’odierna Piazza Quattro Novembre, dove ancora oggi è visibile una torre in tufo, attualmente simbolo del paese, con merlatura aggiunta nel 1891 che non è altro che il vecchio campanile della pieve. Di quest’ultima si trovano tracce negli scantinati limitrofi.
Altra citazione della pieve si ha attorno al 1460 e sicuramente fu luogo con pregevoli opere d’arte, come risulta dalla relazione fatta dall’allora parroco, don Giobatta Munier, al Regio Ufficio Capitaniale austriaco di Verona.

L’elenco presenta opere di Paolo Farinati, che era stato confinato a Mezzane di Sotto per qualche anno, dell’Amigazzi e del Ridolfi.
Come ricorda un’epigrafe posta nei pressi della piazza, l’antica pieve, già compromessa anche da terremoti precedenti, fu spazzata via dallo straripamento del torrente Mezzane il 7 luglio 1776.

Di conseguenza, fu eretta una nuova chiesa, a nord del campanile tufaceo, che fu aperta al culto fino al 1889.
Nel frattempo si era pensato di costruire un nuovo luogo di culto in posizione diversa da quella originaria, più elevata, proprio per evitare le eventuali piene del Mezzane.

Fu così che in aperta campagna, in zona leggermente elevata, si pose, nel 1871 la prima pietra della nuova parrocchiale, il cui progetto era stato redatto da don Angelo Gottardi; l'edificio fu portato a compimento nel 1889.
La chiesa fu consacrata dal Vescovo di Verona, mons. Girolamo Cardinale, il 19 settembre 1936.

## Descrizione

### Facciata
La facciata della chiesa, a capanna, rivolta verso sud-est, in stile neoromanico con influssi neogotici, è presente nei cartoni e disegni del Gottardi, oggi negli archivi della Biblioteca civica di Verona.

Nel disegno preparatorio l’architetto aveva immaginato la facciata a salienti.
Al centro della facciata, raggiungibile tramite un’alta scalinata, è collocato il portale rettangolare, sovrastato da una lunetta recante la raffigurazione della Vergine in trono con Bambino ed i Santi Rocco e Antonio Abate e protetto dal protiro, mentre ai suoi lati sono presenti due bifore e sopra il rosone.

In alto, sui tre vertici sommitali, si ergono tre pinnacoli
In origine le parti intonacate della facciata erano decorate da mattoni e tufo alternati, mentre ai lati dell’ingresso vi erano due elementi quadrilobati, d’ispirazione fiorentina.

### Interno
Internamente la chiesa è costituita da un'unica aula a base rettangolare, coperta da una volta a botte e pavimentata con lastre rettangolari in marmo chiaro di Botticino e marmo beige con bordature in marmo grigio venato.

Ampiamente illuminata dalle finestre in facciata e dai quattro oculi, due per parete, la navata si presenta molto decorata dal punto di vista pittorico, mentre le lesene scandiscono le pareti. Su di esse si aprono quattro semicappelle laterali, due per lato: sul fianco sinistro l'altare della Madonna col Bambino, con i santi Caterina d'Alessandri e Paolo di Tarso, e quello dell'Assunzione di Maria|Assunta; sul lato destro gli altari del Crocifisso, con San Francesco d’Assisi e San Carlo Borromeo, e quello del Sacro Cuore di Gesù.

In controfacciata è collocata la tela di Claudio Ridolfi raffigurante la Madonna del Rosario e i santi Domenico di Guzman e Caterina da Siena, proveniente dall'altare della Madonna del Rosario dell'antica pieve e risalente agli inizi del Seicento.

Da segnalare anche il fonte battesimale in marmo giallo, a coppa rotonda, seicentesco, e un bassorilievo in pietra, dipinto, risalente al 1353, con la Madonna coronata con il Bambino, con iscrizione gotica Altemannus, forse il nome dell'artista o dell'offerente.
Altare della Madonna col Bambino
Nella prima cappella di sinistra è collocata la tela, recuperata attraverso un mirabile intervento di restauro, raffigurante la Madonna col Bambino, i Santi Caterina e Paolo e i committenti, cioè i Conti Della Torre, per la precisione il Conte Raimondo, la moglie, Beatrice Pellegrini, e i figli Giovanni Battista e Caterina.

Attribuita in passato a Girolamo dai Libri, gli studiosi però si dividono tra assegnarla a Giovanni Caroto o al suo fratello maggiore, Giovan Francesco, entrambi in rapporto con i committenti, anche se la critica propende per il secondo per similitudini tra la pala di Mezzane e altre sue opere, come la tela presente a Verona nella chiesa di San Fermo Maggiore e l’opera conservata oggi nel Museo diocesano di Trento. Inoltre, Giorgio Vasari ricorda che Giovan Francesco fece un ritratto del Conte Raimondo Della Torre.
Altare del Crocifisso
Nella prima cappella di destra, dedicata al Crocifisso, è collocata una tela di Antonio Giarola, detto il Cavalier Coppa, raffigurante Cristo in croce fra i santi Francesco e Carlo Borromeo, con un naturalismo tipicamente caravaggesco, databile tra il 1620-21.
Presbiterio, abside e la sacrestia
Preceduto dall'arco trionfale, il presbiterio, rialzato di cinque gradini, in marmo rosso Verona, rispetto alla navata, è coperto da una volta a crociera e pavimentato con piastrelle quadrate e rettangolari in marmi policromi, a colori alterni e posate a corsi diagonali.
L'adeguamento liturgico conseguente al Concilio Vaticano II ha portato all’introduzione di un altare provvisorio verso il popolo, sostituito tra il 1997 e il 1998 da uno nuovo assieme all’ambone, sul lato sinistro, entrambi realizzati recuperando parti del pulpito ligneo. Le balaustre non sono state rimosse ed è ancora presente l’altare maggiore preconciliare, in marmi policromi, settecentesco, con il tabernacolo.
Nelle pareti del presbiterio sono si aprono i matronei matronei con tre archi a tutto sesto.
L'abside, con sviluppo poligonale a cinque lati, è sovrastato da una volta a ombrello con otto vele e pavimentata da piastrelle in cemento con scaglie di marmo giallo.

Gli affreschi che ornano l’abside, con al centro l'Assunta, sono stati realizzati nel 1946 dal pittore Menato.
Sul lato destro del presbiterio è collocata la sacrestia, dove sono presenti un dipinto seicentesco con la Madonna del Rosario, un altro, di Giovanni Caliari, con Cristo crocifisso con la Madonna e san Giovanni e il Cristo portacroce attribuito a Paolo Farinati.

## Campanile e campane

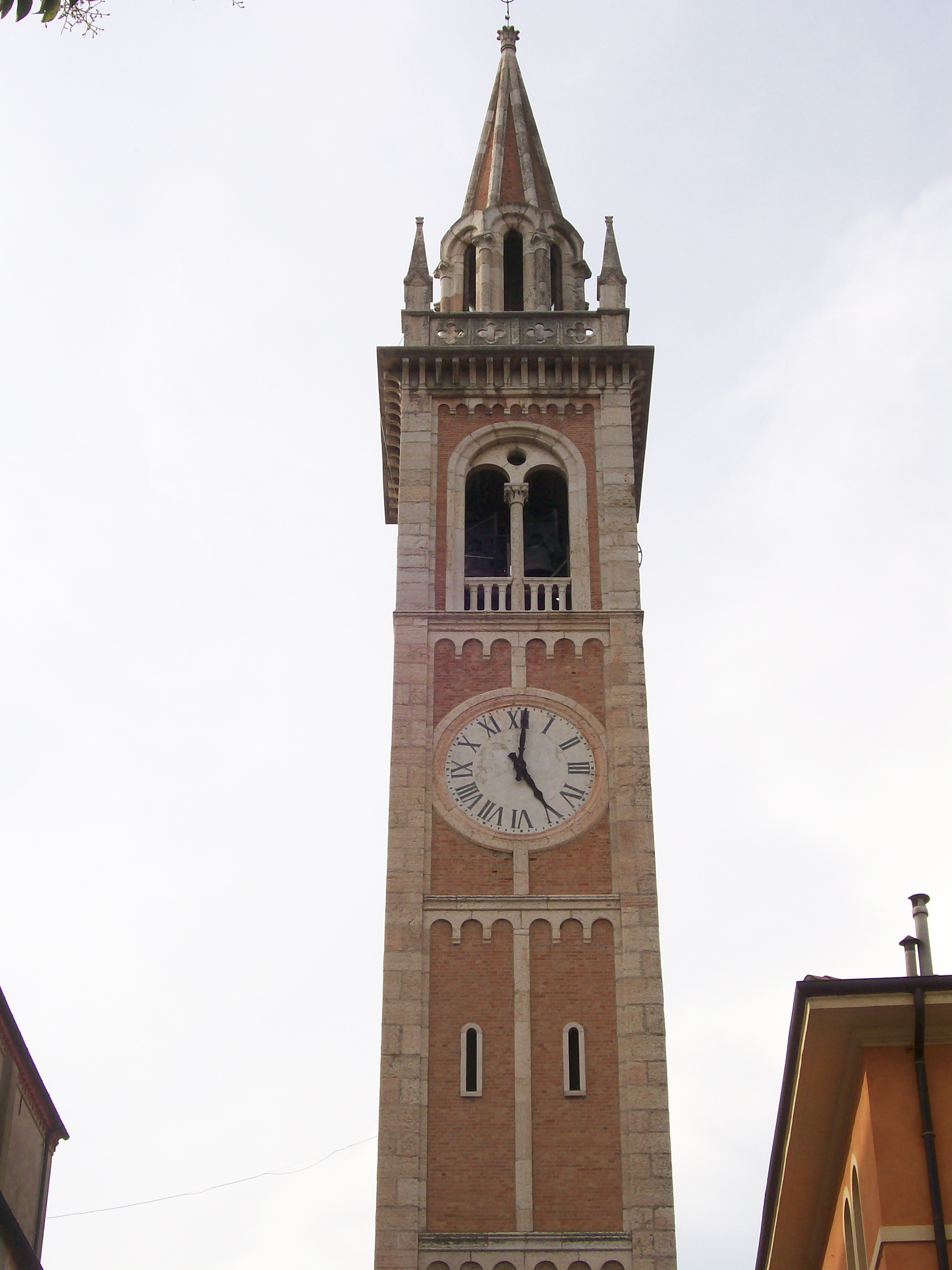
Il campanile.

Il campanile, staccato dalla chiesa, sul fianco destro rispetto ad essa, fu costruito tra il 1903 e il 1914 sempre su progetto del Gottardi.
La torre presenta un basamento a pianta quadrangolare, un fusto slanciato in laterizio con tre cornici marcapiano con decorazione ad archetti pensili.

La cella campanaria presenta una bifora per lato, mentre la cuspide sovrastante è in laterizio con costoloni in pietra calcarea.
Il concerto campanario presente oggi sulla torre è composto da 10 campane in SI2, montate veronese e suonabili sia manualmente sia elettricamente.

Questi i dati del concerto:
1 – SI2 – diametro 1405 mm – peso 1526 kg - fusa nel 1940 da Cavadini di Verona.
2 – DO#3 – diametro 1262 mm - peso 1103 kg - fusa nel 1910 da Cavadini di Verona.
3 – RE#3 – diametro 1128 mm – peso 777 kg - fusa nel 1910 da Cavadini di Verona.
4 – MI3 – diametro 1053 mm – peso 646 kg - fusa nel 1910 da Cavadini di Verona.
5 – FA#3 – diametro 932 mm – peso 464 kg – fusa nel 1920 da Cavadini di Verona.
6 – SOL#3 – diametro 835 mm - peso 327 kg - fusa nel 1910 da Cavadini di Verona.
7 – LA#3 – diametro 789 mm – peso 310 kg - fusa nel 1999 da De Poli di Treviso.
8 – SI3 – diametro 748 mm – peso 264 kg - fusa nel 1999 da De Poli di Treviso.
9 – DO#4 – diametro 671 mm – peso 191 kg – fusa nel 1999 da De Poli di Treviso.
10 – RE#4 – diametro 600 mm – peso 130 kg – fusa nel 2009 da De Poli di Treviso.
In cella campanaria è presente anche una tastiera, inaugurata il 15 agosto 2020, che permette il suono a carillon manuale delle campane, opera dei mezzanesi Alessandro Creato e Marco Rossetti e del leoniceno Andrea Bolcato (dove esiste un dispositivo simile sul campanile del Duomo vecchio).
 L’idea è sorta dalla possibilità di suonare le campane da parte di una sola persona nel periodo dell’emergenza sanitaria per il Covid 19
Come ricorda il suonatore di campane Pietro Sancassani inizialmente erano tre le campane collocate sul campanile dell’antica pieve, ma con la costruzione del campanile vennero fuse le sei campane maggiori in SI2, di cui due (tra cui la maggiore) poi rifuse.

All’epoca il Conte Vittorio Liorsi, veronese di città e allora proprietario della villa Della Torre a Mezzane, grande appassionato di campane, compositore di suonate e primo ideatore di una possibile federazione campanaria, aveva progettato l’ampliamento del concerto a nove campane, ma morì nel 1916. La cosa che avvenne solo nel 1999.
Sempre dal Sancassani veniamo a conoscere come la sua squadra campanaria, la “San Giorgio” (dalla chiesa di San Giorgio in Braida), era stata chiamata per l’inaugurazione del campanile e del concerto campanario, il 25 settembre 1910, ma al loro arrivo trovarono chiusa dentro nella torre la squadra campanaria di Colognola ai Colli, che stava suonando da più di un’ora.

Altre polemiche per la gara campanaria del 23 ottobre dello stesso anno, con il primo premio vinto dalla squadra colognolese sulla San Giorgio.